# Chibolo
Chibolo, a volte Chivolo, è un comune della Colombia facente parte del dipartimento di Magdalena.
Il centro abitato venne fondato da Agustín Anaya e Manuel Púa nel 1820, mentre l'istituzione del comune è dell'8 marzo 1974.